# X&Y
X&Y је трећи студијски албум британске рок групе Coldplay. Издат је за Parlophone 6. јуна 2005. године, а дан касније за Capitol у САД.
Албум је оправдао очекивања и реакција на њега је била позитивна, иако су га неки критичари оценили лошијим од претходних албума. Доживео је велики комерцијални успех, достигавши прво место на многим топ-листама широм света, укључујући Уједињено Краљевство и Сједињене Државе, што је био први пут да је Coldplay био на врху америчке топ листе. X&Y је био најпродаванији музички албум 2005. године са преко 13 милиона примерака продатих широм света. Албум доноси светске хитове: Fix You (једна од најзначајнијих и највољенијих песама бенда), Speed Of Sound, Talk, The Hardest Part, Til Kingdom Come и What If.

## Списак песама
Све песме су написали Гај Бериман, Џони Бакланд, Вил Чемпион и Крис Мартин.
| №  | Назив                                                                        | Трајање |  |
| 1. | Square One                                                                   | 4:47    |  |
| 2. | What If                                                                      | 4:57    |  |
| 3. | White Shadows                                                                | 5:28    |  |
| 4. | Fix You                                                                      | 4:54    |  |
| 5. | Talk (writers: Martin, Buckland, Berryman, Champion, Hütter, Bartos, Schult) | 5:11    |  |
| 6. | X&Y                                                                          | 4:34    |  |

| №               | Назив                              | Трајање |  |
| 7.              | Speed of Sound                     | 4:48    |  |
| 8.              | A Message                          | 4:45    |  |
| 9.              | Low                                | 5:32    |  |
| 10.             | The Hardest Part                   | 4:25    |  |
| 11.             | Swallowed in the Sea               | 3:58    |  |
| 12.             | Twisted Logic                      | 5:01    |  |
| 13.             | Til Kingdom Come (сакривена песма) | 4:10    |  |
| Укупно трајање: | Укупно трајање:                    | 62:30   |  |

| №   | Назив                                                | Трајање |  |
| 14. | How You See the World (само у неким деловима Јапана) | 4:04    |  |